# Cirkus (musikalbum)
Cirkus är ett musikalbum av Maja Gullstrand släppt den 28 maj 2008 på Metronome.

## Låtlista
1. "Klädd i mig" (text & musik: Maja Gullstrand)
2. "Vakendröm" (text & musik: Maja Gullstrand)
3. "Cirkus" (text & musik: Maja Gullstrand och Marcos Ubeda)
4. "Lagomland" (text & musik: Maja Gullstrand och Marcos Ubeda)
5. "Skam" (text & musik: Maja Gullstrand och Marcos Ubeda)
6. "My Play" (musik: Maja Gullstrand, text: André Ivarsson)
7. "Stanna kvar" (text & musik: Maja Gullstrand och Marcos Ubeda)
8. "Han kallar sig Jack" (text och musik: Maja Gullstrand, Mats Tärnfors, Carl-Henry Kindbom)
9. "Du säger ingenting" (text & musik: Maja Gullstrand och Marcos Ubeda)
10. "Skyddsängeln" (text & musik: Maja Gullstrand)